# Охремчук, Павел Александрович
Павел Александрович Охремчук (бел. Павел Аляксандравіч Ахрамчук; род. 18 июня 1993, Минск) — белорусский футболист, вратарь клуба «Сморгонь».

## Карьера

### «Минск»
Воспитанник футбольной академии клуба «Минск». В 2012 году футболист стал привлекаться к играм с основной командой однако так за неё и не дебютировал. В 2013 году футболист отправился выступать за вторую команду столичного клуба. Дебютировал за клуб 20 апреля 2013 года в матче против клуба «Берёза-2010». Футболист сразу же закрепился в основной команде минского клуба, став основным вратарём.
В начале 2014 года футболист готовился к сезоне также с резервной командой. В самом начале сезоне уступил место основного вратаря, оставаясь на скамейке запасных. Первый матч в сезоне сыграл 7 июня 2014 года против «Ислочи». Затем футболист снова стал выступать за клуб в роли основного вратаря. Всего за сезон провёл 12 матчей, из которых трижды сохранял свои ворота «сухими». По окончании сезона покинул клуб.

### «Смолевичи-СТИ»
В феврале 2015 года футболист на правах свободного агента присоединился к «Смолевичам-СТИ». Дебютировал за клуб 24 мая 2015 года в матче против «Городеи». Затем футболист закрепился в клубе в роли основного вратаря. За сезон отличился 8 «сухими» матчами.
В начале 2016 года футболист продлил контракт с клубом ещё на сезон. Новый сезон начинал со скамейки запасных. Первый матч сыграл 28 мая 2016 года против минского «Луча», заработав на последних минутах прямое удаление. С конца августа 2016 года футболист снова стал получать игровую практику. По окончании сезона покинул клуб.

### «Гранит» Микашевичи
В марте 2017 года футболист пополнил ряды микашевичского «Гранита». Дебютировал за клуб 8 апреля 2017 года в матче против светлогорского «Химика». Футболист сразу же стал исполнять роль основного вратаря микашевичского клуба. По окончании сезона футболист покинул клуб.

### «Смолевичи»
В декабре 2017 года футболист вернулся в «Смолевичи». На протяжении всего сезона футболист находился в клубе в роли резервного вратаря и так и не дебютировал в Высшей Лиге, выступая лишь за дублирующий состав. По окончании сезона футболист покинул клуб.

### «Гранит» Микашевичи
В январе 2019 года футболист проходил просмотр в гродненском «Немане». Затем в марте 2019 года футболист вернулся в микашевичский «Гранита». Первый матч в сезоне сыграл 13 апреля 2019 года против гомельского «Локомотива». Первую половину сезона футболист провёл в роли основного вратаря, однако начиная с августа 2019 года стал оставаться на скамейке запасных.
Новый сезон футболист начал в составе микашевичского клуба, также находясь на скамейке запасных. Первый матч в сезоне сыграл 23 мая 2020 года против «Лиды». Затем футболист снова стал получать свою игровую практику. В июле 2020 года футболист покинул клуб.

### «Белшина»
В июле 2020 года футболист перешёл в бобруйскую «Белшину». Дебютировал за клуб 30 августа 2020 года в матче Кубка Беларуси против речицкого «Спутника». Затем на протяжении всего сезона футболист оставался на скамейке запасных. Свой дебютный матч в рамках Высшей Лиги сыграл 28 ноября 2020 года против брестского «Руха». По итогу сезона футболист вместе с клубом занял предпоследнее место и вылетел в Первую Лигу. В декабре 2020 года футболист покинул клуб.
В апреле 2021 года футболист продлил контракт с бобруйским клубом ещё на сезон. Первый матч за клуб сыграл 22 мая 2021 года против петриковского «Шахтёра». Футболист по ходу сезона чередовал матчи в старте с Алексеем Харитоновичем. По итогу сезона футболист стал серебряным призёром Первой Лиги, чем помог бобруйскому клуб вернулся в высший дивизион.

### «Сморгонь»
В феврале 2022 года футболист присоединился к «Сморгони». Дебютировал за клуб 10 апреля 2022 года в матче против клуба «Слоним-2017». Футболист сразу же стал основным вратарём сморгонского клуба, проведя за клуб почти все матчи в сезоне, лишь единожды оставшись на скамейке запасных в матче Кубка Беларуси. Вместе с клубом стал серебряным призёром Первой Лиги.
Новый сезон за клуб начал с матча 19 марта 2023 года против бобруйской «Белшины». По итогу матча футболист попал в символическую сборную тура. На протяжении всего сезона футболист выступал в клубе в роли основного вратаря, вместе с которым смог закрепиться в сморгонскому клубу в высшем дивизионе.
В феврале 2024 года футболист продлил контракт со «Сморгонью».

## Международная карьера
В ноябре 2010 года футболист получил вызов в юношескую сборную Беларуси до 18 лет, где затем на протяжении года находился в роли резервного вратаря. В сентябре 2011 года футболист дебютировал за юношескую сборную Беларуси до 19 лет в товарищеском матче против сборной Молдовы. В октябре 2011 года футболист вместе со сборной принимал участие в квалификационных матчах юношеского чемпионата Европы до 19 лет.